# Детектив Рейнс
«Детектив Рейнс» — американский телесериал в жанре полицейская и криминальная драма, который транслировался на канале NBC в США с 15 марта по 27 апреля 2007 года. Премьера сериала состоялась в середине сезона, а также транслировалась на канале E! в Канаде, TV3 в Ирландии, ITV3 в Великобритании и Network Ten в Австралии.
В центре сюжета сериала Майкл Рейнс (Джефф Голдблюм), детектив полиции Лос-Анджелеса, преследуемый приведениями, который взаимодействует с воображаемыми воплощениями мёртвых жертв преступлений, чтобы раскрыть уголовные дела. Рейнсу приходится бороться со своим уникальным подсознательным даром, поскольку из-за него у детектива возникают проблемы с его коллегами на работе и в личной жизни.
Первые две серии выходили в эфир по четвергам 15 и 22 марта в 22:00 в течение временного интервала, обычно занимаемого «Скорой помощью». Третий эпизод вышел в эфир восемь дней спустя, заняв постоянный день выхода в пятницу в 21:00.
14 мая 2007 года NBC объявил о своём новом расписании на телесезон 2007-2008 годов. «Детектива Рейнса» не было в этом списке, и его официально закрыли.

## В ролях
- Джефф Голдблюм — детектив Майкл Рейнс
- Мэтт Крэйвен — капитан Дэниел Льюис
- Николь Салливан — Кэролайн Крамли
- Линда Пак — офицер Мишель Ланс
- Дов Давидофф — офицер Реми Бойер
- Малик Йоба — детектив Чарли Линкольн
- Мэделин Стоу — доктор Саманта Кэл

Майкелти Уильямсон появился в эпизодической роли в пилотном эпизоде в роли детектива Бобби «Бесстрашного» Смита, роль, которую он сыграл в сериале NBC-TV 2002-2003 годов «Бумтаун», также задуманном создателем «Детектива Рейнса» Грэмом Йостом, и действие которого происходит в Лос-Анджелесе.
Луис Гусман изначально был отобран для роли Чарли Линкольна, но после того, как пилотная серия была снята, его заменил Малик Йоба. Затем NBC попросил продюсеров переснять сцены, в которых он появился.

## Эпизоды
| № | Название               | Режиссёр               | Автор сценария | Дата премьеры  | Произв. код |
| --- | ---------------------- | ---------------------- | -------------- | -------------- | ----------- |
| 1 | «Пилотный»             | Фрэнк Дарабонт         | Грэм Йост      | 15 марта 2007  | 101         |
| Когда молодая женщина была найдена мёртвой, детектив Рейнс прибыл по вызову, чтобы выяснить, кто её убил. Во время расследования из могилы возвращается незваный гость, чтобы помочь Рейнсу раскрыть убийство.                                 |                        |                        |                |                |             |
| 2 | «Meet Juan Doe»        | Фредерик Кинг Келлер   | Грэм Йост      | 22 марта 2007  | 103         |
| Когда Рейнс расследует убийство нелегального иммигранта, он обнаруживает связь с членом Совета Лос-Анджелеса. Тем временем Льюис направляет Рейнса к психиатру после того, как его поведение начинает вызывать беспокойство.                   |                        |                        |                |                |             |
| 3 | «Reconstructing Alice» | Питер Уэрнер           | Фред Голан     | 30 марта 2007  | 107         |
| Когда Рейнс изучает убийство бездомной женщины, найденной в переулке, его расследование вскоре приводит к чему-то гораздо более сложному, чем он первоначально подозревал.                                                                     |                        |                        |                |                |             |
| 4 | «Stone Dead»           | Феликс Энрикез Алькала | Брюс Расмуссен | 6 апреля 2007  | 106         |
| 20-летний наркоторговец, который пытался исправиться и стать художником комиксов, обнаружен мёртвым. Рейнс выражает свою обеспокоенность по поводу сына Чарли доктору Кэл. Она убеждает Рейнса организовать с ним встречу для оказания помощи. |                        |                        |                |                |             |
| 5 | «5th Step»             | Пол Майкл Глейзер      | Тейлор Элмор   | 13 апреля 2007 | 105         |
| Обнаружено тело жены старого друга Рейнса, на груди которой выгравирован знак арийской нации. В поисках улик Рейнс вскоре вскрывает возмутительную ложь и обманутые добрые намерения, окутывающие прошлое жертвы.                              |                        |                        |                |                |             |
| 6 | «Inner Child»          | Феликс Энрикез Алькала | Джош Сингер    | 20 апреля 2007 | 104         |
| Скандальное дело об убийстве и сексуальном насилии с участием ребёнка угрожает подорвать успехи Рейнса в искоренении его галлюцинаций. |                        |                        |                |                |             |
| 7 | «Closure»              | Гай Ферленд            | Дэйв Андрон    | 27 апреля 2007 | 102         |
| Когда небольшой самолёт терпит крушение в Тихом океане, бывшая жена Рейнса просит его провести расследование, убеждённая в том, что все жертвы, включая её нового мужа, были убиты.                                                            |                        |                        |                |                |             |

Сценарий серии под названием «Every Picture Tells a Story» был написан, но так и не экранизован. Это был бы выпуск 108 эпизода.

## Рейтинги на телевидении США
Еженедельные рейтинги на основе Fast National.
| # | Эпизод                 | Дата выхода в эфир | Таймслот      | Сезон     | Рейтинг | Доля аудитории (%) | 18–49 | Зрителей | Место |
| - | ---------------------- | ------------------ | ------------- | --------- | ------- | ------------------ | ----- | -------- | ----- |
| 1 | «Pilot»                | 15 марта 2007      | Вторник 22:00 | 2006–2007 | 6.7     | 12                 | 2.9   | 10.46    | # 23  |
| 2 | «Meet Juan Doe»        | 22 марта 2007      | Вторник 22:00 | 2006–2007 | 5.9     | 10                 | 2.5   | 8.71     | # 33  |
| 3 | «Reconstructing Alice» | 30 марта 2007      | Пятница 21:00 | 2006–2007 | 4.8     | 9                  | 1.9   | 6.97     | # 50  |
| 4 | «Stone Dead»           | 6 апреля 2007      | Пятница 21:00 | 2006–2007 | 4.4     | 8                  | 1.7   | 6.67     | # 53  |
| 5 | «5th Step»             | 13 апреля 2007     | Пятница 21:00 | 2006–2007 | 4.1     | 7                  | 1.5   | 6.45     | # 59  |
| 6 | «Inner Child»          | 20 апреля 2007     | Пятница 21:00 | 2006–2007 | 3.9     | 7                  | 1.3   | 5.87     | # 63  |
| 7 | «Closure»              | 27 апреля 2007     | Пятница 21:00 | 2006–2007 | 3.8     | 7                  | 1.4   | 5.59     | # 61  |

По итогам сезона сериал занял 83-е место, набрав аудиторию в 6,7 миллиона зрителей.

## Домашний медиа-релиз
Хотя сериал никогда не выпускался на DVD, все 7 эпизодов доступны для цифровой загрузки с сервисов iTunes и Amazon.